# 투라우

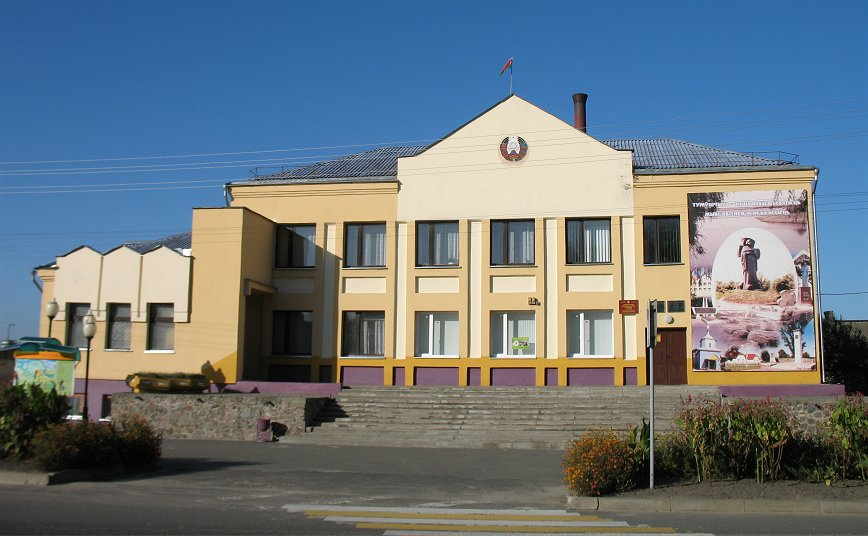
투라우 시청

투라우(벨라루스어: Рагачо́ў, 러시아어: Туров 투로프[*], 우크라이나어: Турів 투리우[*], 폴란드어: Turów 투루프[*])는 벨라루스 호멜 주에 위치한 도시로 인구는 3,100명(2006년 기준)이다.
《원초 연대기》의 980년 부분에 등장할 정도로 오랜 역사를 갖고 있다.

시기
시 문장